# Cirkulane
Cirkulane là một khu tự quản (tiếng Slovenia: občine, số ít – občina) trong vùng Podravska của Slovenia. Cirkulane có diện tích 32.1 km2, dân số là theo điều tra ngày 31 tháng 3 năm 2002 là 2078 người. Thủ phủ khu tự quản Cirkulane đóng tại Cirkulane.